# Valladolid Challenger
Il Valladolid Challenger è stato un torneo professionistico di tennis giocato su campi in cemento. Faceva parte dell'ATP Challenger Series. Si giocava annualmente a Valladolid in Spagna.

## Albo d'oro

### Singolare
| Anno | Campione      | Finalista           | Punteggio            |
| ---- | ------------- | ------------------- | -------------------- |
| 2003 | Gilles Müller | Iván Navarro        | 6–4, 6–3             |
| 2004 | Nicolas Mahut | Jean-Michel Péquery | 6–3, 3–6, 6–5 ritiro |
| 2005 | Filip Prpic   | Wang Yeu-tzuoo      | 6–2, 7–6(5)          |

### Doppio
| Anno | Campioni                             | Finalisti                               | Punteggio     |
| ---- | ------------------------------------ | --------------------------------------- | ------------- |
| 2003 | Jun Kato Łukasz Kubot                | Philipp Mukhometov Tripp Phillips       | 4–6, 6–0, 6–1 |
| 2004 | Jean-François Bachelot Nicolas Mahut | Aisam-ul-Haq Qureshi Michael Ryderstedt | 6–3, 6–4      |
| 2005 | Matwé Middelkoop Alexander Peya      | Jasper Smit Stefan Wauters              | 7–6(7), 6–3   |